# فرنك كمبودي
كان الفرنك هو العملة المستخدمة في كمبوديا بين عامي 1875 و1885. وكان يساوي الفرنك الفرنسي وكان مقسمًا إلى 100 سنتيم. وكان متداولًا إلى جانب القرش (الذي يساوي البيزو المكسيكي) حيث كان 1 قرش = 5.37 فرنك. وقد حل محل التيكال وحل محله القرش. ولم تصدر أي نقود ورقية.